# Przęsławek
Przęsławek [pronunciación en polaco: /pʂɛ̃ˈswavɛk/] (en alemán: Prenzlau) es un pueblo ubicado en el distrito administrativo de Gmina Gardeja, dentro de Condado de Kwidzyn, Voivodato de Pomerania, en Polonia del norte. Se encuentra aproximadamente a 11 kilómetros al este de Gardeja, a 18 kilómetros al sureste de Kwidzyn, y a 89 kilómetros al sur de la capital regional Gdańsk.
Antes de 1945, el área fue parte de Alemania. 
El pueblo tiene una población de 50 habitantes.